# 内田好美 (タレント)
内田 好美（うちだ よしみ、1986年12月20日 - ）は、日本のローカルタレント、ローカルアイドル。広島県福山市出身。血液型はAB型。
広島県を中心に活動しているアイドルグループ「サンフラワー」のメンバーであり、広島のローカルバラエティ番組『Local★STAR ひらめっ娘学園』にレギュラー出演。サンフラワーではyoshimi、『Local★STAR ひらめっ娘学園』（TSS深夜ローカル番組）ではよしみで活動していた。

## 人物・概要
- 広島県を中心に活動しているローカルアイドル「サンフラワー」のメンバー。
- アイドル部門担当。呼称は「yoshimi」。
- 私生活においては場所は現段階では不明だが福山市内のファミレスでバイト中。（現在もやっているかどうかは不明）
- 広島のローカル番組（tss）『Local★STAR ひらめっ娘学園』にレギュラー出演していた。

## ひらめっ娘としての活動
- テレビ新広島（tss）にてのローカル番組『Local★STAR ひらめっ娘学園』（毎週金曜25：05 - 26:00）出演。オッパイキャラでいじめられキャラで一部のヲタにはたまらない存在。
- DVD「ソダテルアイドル」が2007年2月1日発売。なんちゅうか夜桜というユニットで「感謝!感激!雨!HIRAME!」、「私のハートはチクビンビン2007」「ひらめっ娘のセクシーバスタイム」を歌った。

## サンフラワーとしての活動
- サンフラワーは広島を中心に活動しているロコドル。 基本的な活動は地元である広島県内で、イベントとライブステージで公演をし、時に関東・関西地方等にも遠征してライブツアーも行い幅広い活動を見せる。
- サンフラワーではアイドル担当としてファンを一手に引き受けている。
- 2007年2月一杯で卒業。

## 主な出演番組

### テレビ
- Local★STAR ひらめっ娘学園（TSS 2006年4月14日～）
- JOYのASOBU-TV JOYnt! （群馬テレビ、9月6日ゲスト出演。 ）

### ラジオ
- レディオBINGO　INTERVOICE JAM（終了）

- モーチャン